# دوكوهك (شورآب)
دوکوهك (بالفارسية: دوکوهک) هي قرية تقع في إيران في قسم شورآب الريفي. يقدر عدد سكانها بـ 293 نسمة بحسب إحصاء 2016.